# Бирюкса (приток Каменки)
Бирюкса (в верхней половине также — Большая Бирюкса) — река в Алтайском и Советском районах Алтайского края России. Устье реки находится в 54 км по правому берегу реки Каменка. Длина реки составляет 43 км.
На 18-м километре по правому берегу принимает приток Малую Бирюксу.
У реки находилась деревня Бирюкса.

## Данные водного реестра
По данным государственного водного реестра России относится к Верхнеобскому бассейновому округу, водохозяйственный участок реки — Катунь, речной подбассейн реки — Бия и Катунь. Речной бассейн реки — (Верхняя) Обь до впадения Иртыша.